# Aston University
Aston University je jedna ze tří univerzit v Birminghamu, jejíž počátky sahají do roku 1895, kdy se na místě dnešní univerzity začaly vyučovat technické obory. Status univerzity pak škola získala roku 1966. Aston je dlouhodobě jednou z předních britských vysokých škol, co se výzkumu týče. Škola je úzce napojená na firmy. Její studenti jsou již v průběhu studia často umísťováni na praxe do předních světových podniků. Kampus univerzity je situován přímo v centru historického Birminghamu.
Univerzita se pro školní rok 2010 umístila v žebříčku hodnocení vysokých škol Complete University Guide na 13. místě ze 113 zúčastněných, na žebříčku deníku Guardian pak na 19. místě. Statisticky jsou studenti Astonu zaměstnávání do půl roku po zakončení studia v 83 %, což školu řadí vysoko nad britský průměr.